# Корсо, Марио
Марио Корсо (итал. Mario Corso; 25 августа 1941, Верона, Венеция — 20 июня 2020, Милан) — итальянский футболист и футбольный тренер. Играл на позиции полузащитника. Почти всю карьеру (1957—1973) провёл в одном клубе — миланском «Интернационале».

## Биография
Корсо начал свою карьеру в команде «Аудаче Сан-Микеле», где вскоре был замечен «Интером». В 1958 году в возрасте 17 лет он дебютировал за «Интер» в матче Кубка Италии (Комо — Интер 0:3), а впоследствии стал ключевой фигурой в «Великом Интере». Выступая за «Интер», Корсо четырежды становился чемпионом Италии, также дважды был обладателем Кубка европейских чемпионов. За «Интер» Корсо отыграл в общей сложности 509 матчей, забив 94 гола.
В 1973 году перешёл в «Дженоа», где спустя два года и завершил футбольную карьеру.

## Достижения

### Командные
«Интернационале»
- Чемпион Италии (4): 1962/63, 1964/65, 1965/66, 1970/71
- Обладатель Кубка европейских чемпионов (2): 1963/64, 1964/65
- Обладатель Межконтинентального кубка (2): 1964, 1965